# Zanclella glomboides
Zanclella glomboides är en nässeldjursart som beskrevs av Boero, Bouillon och Gravili 2000. Zanclella glomboides ingår i släktet Zanclella och familjen Zancleidae. Inga underarter finns listade i Catalogue of Life.